# Doby Béla
Doby Béla (feöldi) (1859 – Ungvár, 1885. október 23.) vasúti pénztárnok.

## Élete
Doby Antal királyi sótárnok és Késmárky Anna fia volt. Miután iskoláit végezte, nevelő lett a báró Luzsénszky családnál Osgyánban Gömör megyében; azután vasúti pénztárnoknak neveztetett ki. Mint nevelő a Gömör-Kis-Hont c. lapnak munkatársa volt.

## Munkái
Kézirati munkái: Jegyzetek a magyar irodalom történetéhez, A bölcsészeti tudományok encyclopédiája és A Ludányi Bay család ismertetése.